# Círculos megalíticos de Senegambia
Los Círculos megalíticos de Senegambia o Círculos de piedra de Senegambia se localizan en la División Central River de Gambia y la Región de Kaolack de Senegal. Fueron declarados Patrimonio de la Humanidad por la Unesco en el año 2006.
Consisten en cuatro grandes grupos de círculos megalíticos, formados por cilindros de piedra, que representan una extraordinaria concentración de 1000 monumentos. Los cuatro grupos, Sine Ngayène, Wanar, Wassu y Kerbatch todos juntos suman 93 círculos de piedra. Abarcan un área de 9,85 ha y una superficie protección de 110,05 ha. 

## Enlaces externos

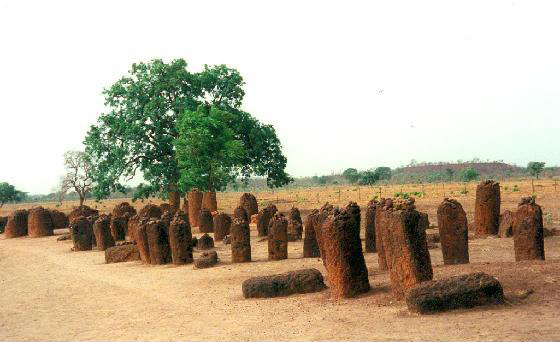
Vista de los círculos de piedra.